# Sliver (nummer)
Sliver is een nummer van de Amerikaanse band Nirvana, het nummer verscheen in september 1990 en werd uitgebracht door Sub Pop. Het nummer verscheen ook op het album Incesticide.

## Ontvangst
Sliver werd over het algemeen positief ontvangen, met een hoogste hitnotering van nummer 19 in de VS. In Ierland en het Verenigd Koninkrijk haalde het nummer respectievelijk de 23e en 90ste plaats.